# 竹仔室總督官邸
竹仔室總督官邸（葡萄牙語：Palacete de Santa Sancha，原稱聖珊澤宮；俗稱澳督官邸）位於澳門西望洋山邊，面對西灣。回歸前為澳門總督官邸，現為政府禮賓府。為澳門文物之一。

## 大宅的歷史
大宅最初為澳門著名土生葡人建築師托馬斯·德阿基諾（José Agostinho Tomás de Aquino）住所，於1846年以前已建成。後來成為居於廣州英租界的英籍商人Herbert Dent的物業。1923年，總督羅德禮以「政府財政廳」名義買下，並先後用作兒童醫院及賈梅士博物館。1937年，總督巴波沙把住所遷入聖珊澤，成為首位以聖珊澤作為官邸的澳督，以後歷任澳督均以此作為其官邸，直至最後一任澳督韋奇立。
回歸後行政長官並沒有承襲聖珊澤作為官邸，而把它用作禮賓府，另住在後方的聖珊澤馬路6號別墅。國家或外國元首來澳參觀訪問時，行政長官都會在禮賓府會見他們。

## 建築特色
樓高兩層，屬於典型二十世紀初期的歐洲式建築，與澳督府同樣以傳統的蓬巴爾式粉紅磚砌成，窗框、柱子等以白色襯托，大門前設有門廊，屋頂山牆原飾有葡萄牙國徽，回歸後被區徽所取代。

## 另見
- 澳門特別行政區政府總部